# Waldheim (Saksen)
Waldheim is een stad in de Duitse deelstaat Saksen, en maakt deel uit van de Landkreis Mittelsachsen.
Waldheim telt 9 143 inwoners (31-12-2014).

## Geografie
De stad ligt een vallei van de diep uitgesneden Zschopau, onderaan de Kriebsteindam. Aangrenzende gemeenten zijn de steden Roßwein, Hartha und Döbeln en Geringswalde en de gemeenten Erlau en Kriebstein.

## Stadsindeling
Ortsteilen:
- Waldheim – Stadtgebiet
- Reinsdorf
  - Neumilkau
  - Vierhäuser
- Massanei
- Schönberg
- Heiligenborn
  - Neuschönberg
  - Unterrauschenthal
  - Oberrauschenthal
  - Gilsberg
- Gebersbach
  - Heyda
  - Kaiserburg
  - Knobelsdorf
  - Meinsberg
  - Neuhausen
  - Rudelsdorf

## Geboren in Waldheim
- Johann Gotthelf Fischer von Waldheim (1771-1853), natuuronderzoeker
- Georg Kolbe (1877-1947), beeldhouwer

Altmittweida ·
Augustusburg ·
Bobritzsch-Hilbersdorf ·
Brand-Erbisdorf ·
Burgstädt ·
Claußnitz ·
Döbeln ·
Dorfchemnitz ·
Eppendorf ·
Erlau ·
Flöha ·
Frankenberg/Sa. ·
Frauenstein ·
Freiberg ·
Geringswalde ·
Großhartmannsdorf ·
Großschirma ·
Großweitzschen ·
Hainichen ·
Halsbrücke ·
Hartha ·
Hartmannsdorf ·
Jahnatal ·
Königsfeld ·
Königshain-Wiederau ·
Kriebstein ·
Leisnig ·
Leubsdorf ·
Lichtenau ·
Lichtenberg ·
Lunzenau ·
Mittweida ·
Mochau ·
Mühlau ·
Mulda/Sa. ·
Neuhausen/Erzgeb. ·
Niederstriegis ·
Niederwiesa ·
Oberschöna ·
Oederan ·
Penig ·
Rechenberg-Bienenmühle ·
Reinsberg ·
Rochlitz ·
Rossau ·
Roßwein ·
Sayda ·
Seelitz ·
Striegistal ·
Taura ·
Waldheim ·
Wechselburg ·
Weißenborn/Erzgeb. ·
Zettlitz ·
Ziegra-Knobelsdorf